# Euvrilletta harrisii
Euvrilletta harrisii är en skalbaggsart som först beskrevs av Henry Clinton Fall 1905.  Euvrilletta harrisii ingår i släktet Euvrilletta och familjen trägnagare. Inga underarter finns listade i Catalogue of Life.